# Mercedes Calderón
Mercedes Calderón Martínez (ur. 1 września 1965 w Hawanie) – kubańska siatkarka, medalistka igrzysk olimpijskich.

## Życiorys
Calderón była w składzie reprezentacji Kuby podczas igrzysk olimpijskich 1992 w Barcelonie. Jej reprezentacja zdobyła złoty medal. W 1994 roku została wraz z reprezentacją mistrzynią świata na turnieju rozgrywanym w Brazylii. Zdobywczyni pucharu świata w piłce siatkowej w 1989 i 1991 roku.  Mistrzyni igrzysk panamerykańskich z 1991 i 1995.